# Ейнар Дю Рі
Густаф Ейнар Дю Рі (швед. Gustaf Einar Du Rietz; звучання прізвища на сайті «Forvo» [Архівовано 11 жовтня 2019 у Wayback Machine.];1895—1967) — шведський ботанік, еколог рослин і ліхенолог.

## Біографія
Ейнар дю Рі народився 25 квітня 1895 року в Стокгольмі в сім'ї інженера Яльмара дю Рі і Шарлотти, до шлюбу Кулльман. 1912 року вступив в Уппсальський університет, у 1917 році став бакалавром, у 1921 році — магістром і незабаром почав викладати. В 1922 році здобув ступінь доктора філософії. До 1923 року дю Рі працював асистентом в Інституті біології рослин, потім став куратором Ботанічного музею Уппсали.
1924 року Ейнар одружився з Гретою Сернандер, дочкою ботаніка Рутгера Сернандера.
Дю Рі був одним із організаторів Міжнародної фітогеографічної екскурсії по Скандинавії в 1925 році. Він їздив у численні експедиції всередині Швеції та за її межами (зокрема, відвідав США, Яву, Австралію і Нову Зеландію (1928)). Ейнара дю Рі вважають «лідером уппсальської школи фітосоціології».
З 1931 по 1934 рік дю Рі був тимчасовим професором, у 1934 році став професором біології рослин Уппсальського університету. У 1949 році він був обраний членом Шведської королівської академії наук. У 1960 році Ейнар Дю Рі став почесним професором.
В останні роки життя дю Рі працював над монографією про лишайники Lichina, яку не закінчив.
Помер в Уппсалі 7 березня 1967 року від інфаркту міокарда.

## Деякі публікації
- Du Rietz, G.E. Zur methodologischen grundlage der modernen pflanzensoziologie. — Wien, 1921. — 272 p.
- Du Rietz, G.E. Life forms of terrestrial flowering plants. — Uppsala, 1931. — 95 p.

## Роди, названі на честь Е. Дю Рі
- Durietzia — [[Gyeln., 1935]]
- Ionaspis Th.Fr., 1871]
- Durietzia (C.W.Dodge) Yoshim., 1998, nom. illeg.